# Elliott Brothers
La Elliott Brothers (London) Ltd era una società produttrice di computer attiva durante gli anni cinquanta e sessanta nel Regno Unito, che si proponeva di ripercorrere il successo della società produttrice di strumenti fondata da William Elliott nel 1804 a Londra. Il laboratorio di ricerca era situato a Borehamwood e divenne operativo dal 1946. Il primo computer Elliot 152 venne presentato nel 1950.
Per la società lavorò Tony Hoare che dall'agosto del 1960 e per gli otto anni successivi sviluppò un compilatore ALGOR 60 per l'Elliott 803. Hoare sviluppò anche il sistema operativo per il computer Elliott 503 Mark III, ma il modesto successo spinse la società ad abbandonarlo "dopo più di trent'anni di programmazione".
John Lansdown fu pioniere nell'uso del computer come sistema di pianificazione, tramite l'Elliott 803 nel 1963 sviluppo il progetto di un edificio completo di servizi scale e dell'analisi della distribuzione della luce durante l'anno tramite il computer.
Nel 1966 la società aprì una fabbrica per la produzione di circuiti integrati a Glenrother in Scozia e in seguito anche il laboratorio di ricerca MOS. Il sito di Glenrothes fu chiuso nel 1969 dopo l'acquisizione da parte di English Electric, una controllata della General Electric Company.
La Elliott Automation (nuova denominazione della società) si fuse con la English Electric nel 1967. La sezione riguardante l'elaborazione dati venne smembrata e fusa con la International Computers and Tabulators (ICT) nel 1968; l'acquisizione fu fortemente voluta dal governo Inglese che riteneva necessario avere una grande società di informatica nazionale, la nuova società prese il nome di International Computers Ltd. (ICL). La parte riguardante i sistemi in tempo reale della Elliott Automation venne rinominata Marconi Elliott Computer Systems Limited nel 1969 e GEC Computer Limited nel 1972, la società rimase nei laboratori di Borehamwood fino agli anni novanta. L'accordo che governò la separazione delle società impediva alla ICT di sviluppare sistemi in tempo reale mentre la Elliott Automation non poteva occuparsi di sistemi di analisi di dati per alcuni anni dopo la separazione. Quello che rimase della Elliott Automation venne trattenuto dalla English Electric e produsse strumentazione e sistemi di controllo per aeroplani.

## Computer
La società produsse i seguenti modelli:
- Elliott 152 (1950)
- Elliott Nicholas (1952)
- Elliott/NRDC 401 (1953)
- Elliott 153 (DF computer) (1954)
- Elliott/GCHQ OEDIPUS (311) (1954)
- Elliott 402 (1955)
- Elliott 403 (WREDAC) (1956)
- Elliott 405 (1956)
- Elliott 802 (1958--1961) 6 unità vendute
- Elliott 803 (1959) più di 250 unità principalmente 803B
  - 803A 4096 parole da 39 bit con comunicazione interna seriele
  - 803B 8192 parole, comunicazione interna parallela e unità in virgola mobile
- Elliott ARCH 1000 (1962)
- Elliott 503 (1963) software compatibile con 803
- Serie Elliott 900 (1963)
- Elliott 502 (1964)
- Serie Elliott 4100 (1966)